# Scutellaria ocmulgee
Scutellaria ocmulgee là một loài thực vật có hoa trong họ Hoa môi. Loài này được Small miêu tả khoa học đầu tiên năm 1898.